# 排沙革命烈士纪念碑
排沙革命烈士纪念碑，位于中国广东省肇庆市广宁县排沙镇，主要纪念大革命时期至解放战争时期阵亡烈士。2004年11月，列入广宁县文物保护单位。